# Pauli Bekehrung (Pauluszell)
Die römisch-katholische Pfarrkirche Pauli Bekehrung in Pauluszell, einem Ortsteil der Gemeinde Wurmsham im niederbayerischen Landkreis Landshut, ist eine spätgotische Backsteinkirche, die in der zweiten Hälfte des 15. Jahrhunderts erbaut wurde.

## Geschichte
Die Geschichte von Pauluszell reicht bis in das 9. Jahrhundert zurück. 889/891 wurde die Kirche in Pauluszell (capella in Celle) gemeinsam mit der Veldener Kirche (capella zu Feldin) an die Domkirche in Regensburg geschenkt. Während die Veldener Kirche dem Bistumspatron Petrus geweiht wurde, gelangte die Pauluszeller Kirche an das Domkloster Sankt Emmeram. Bereits der Ortsname auf „-zell“ deutet – genauso wie der des nahen Münster – auf eine Mönchssiedlung bzw. ein frühes Kloster hin. Aus dem Jahr 1132 ist urkundlich belegt, dass ein Heinrich von Moosen einen Hof in „Zell“ an das Stift Berchtesgaden gegeben hat. Seit dem 16. Jahrhundert wurden in Pauluszell nachweisbar Sonntagsgottesdienste, Requien, Beerdigungen und Taufen gefeiert. Dabei wurde Pauluszell durch einen Kaplan von Velden aus betreut. Ab Anfang des 17. Jahrhunderts liegen für Pauluszell eigene Tauf- und Begräbnisbücher vor, 1641 wird erstmals ein Friedhof erwähnt.
Im Jahr 1760 drohte der Turm, der keine Grundmauern besaß, einzustürzen und wurde daher von Hofmaurermeister Felix Hirschstötter aus Landshut und Zimmerermeister Franz Winckhler aus Vilsbiburg mit einem Fundament unterfangen.
In der zweiten Hälfte des 19. Jahrhunderts wurde die Kirche im Sinne des Historismus regotisiert. 1859 wurde dem Turm nach den Plänen des Landshuter Architekten Joseph Schmidtner ein neuer Spitzhelm aufgesetzt. 1861 entwarf der Landshuter Bildhauer Schuller die Kanzel. 1873 wurde die Sakristei durch den Veldener Zimmerermeister Paul Stummer vergrößert. Der Veldener Kirchenmaler Andreas Fuchs malte den Chorraum aus. Der Hochaltar wurde 1886 von dem Münchner Architekten Schneider entworfen, von dem Schreinermeister Anton Frank aus Holzhausen ausgeführt und von dem Kirchenmaler Anton Fränzel aus Velden (der bei der Witwe von Andreas Fuchs beschäftigt war) gefasst. 1888 erhielt die Kirche vier neue Glocken, die von Otto Spannagl aus Landshut gegossen wurden. Bei der Renovierung im Jahr 1909 wurden die beiden Emporen eingezogen.
Pauli Bekehrung in Pauluszell wurde erst 1921 mit den Filialkirchen St. Johannes der Täufer in Gifthal, St. Georg in Münster und St. Nikolaus in Niklashaag zur Pfarrei erhoben. Zuvor war Pauluszell eine Filiale der Pfarrei St. Peter in Velden. Seit dem 1. Oktober 1972 gehört die Pfarrei wieder dem Pfarrverband Velden an; seit dem 1. April 1973 erfolgt die seelsorgliche Betreuung wieder von Velden aus.
Zwischen 1973 und 1988 wurde die Pfarrkirche in mehreren Abschnitten außen und innen komplett renoviert. Außerdem wurde am Ortsrand durch die politische Gemeinde Wurmsham ein neuer Friedhof angelegt. Bis heute sind jedoch auf dem kirchliche Friedhof rund um die Kirche einige Gräber zu finden.

## Architektur

### Außenbau
Die einschiffige, nach Osten ausgerichtete Saalkirche umfasst einen eingezogenen Chor mit einem längeren und einem kürzeren Joch und einem Schluss in drei Seiten des Siebenecks sowie ein Langhaus mit vier Jochen. An den Chor ist südlich eine neuere, zweigeschossige Sakristei angebaut. Der westlich ausspringende Turm befindet sich in der Mittelachse des Schiffs. Das Turmuntergeschoss dient zugleich als Vorhalle.
Der Bau ist unverputzt. Sein Äußeres wird neben einem einfachen, farblich deutlich abgesetzten Dachfries von Strebepfeilern mit rechteckigem Querschnitt und Pultdachabschluss gegliedert. Diese sind zweimal abgesetzt, wobei der mittlere Absatz übereck gestellt ist. Die neugotisch veränderten Fensteröffnungen sind spitzbogig und enthalten zweibahnige Maßwerkfenster. Auch der Eingang zur Vorhalle ist spitzbogig mit neugotisch veränderter Profilierung.
Der Turm erhebt sich über einem quadratischen Grundriss und besitzt fünf Geschosse, wobei die oberen vier reich mit Spitzbogenblenden verziert sind. Die Blenden des zweiten, dritten und vierten Geschosses sind an den Kanten gekehlt. Zwischen dem dritten und dem vierten Geschoss befindet sich eine breite Lisene. Während die unteren Geschosse nur kleine Lichtschlitze aufweisen, befinden sich im fünften Geschoss der Glockenstuhl und allseitige Schallöffnungen. Vier verputzte Dreiecksgiebel, die jeweils ein Ziffernblatt der Turmuhr enthalten, vermitteln den Übergang zu dem neugotischen achtseitigen Spitzhelm.

### Innenraum
Der Altarraum wird von einem spätgotischen Sterngewölbe mit einfach gekehlten Rippen überspannt. Am Gewölbescheitel befinden sich zwei runde Schlusssteine. Der Raum wird von rechteckigen, gefasten Wandpfeilern, die auf der Stirnseite durch eine Lisene verstärkt werden, und spitzen Schildbögen gegliedert. Der spitze, beidseits doppelt gefaste Chorbogen vermittelt den Übergang zum Langhaus.
Dieses wird ebenfalls von rechteckigen Wandpfeilern und spitzen Schildbögen gegliedert und ist von einem Netzrippengewölbe überspannt. Anstelle der östlichen Wandpfeiler ruht das Gewölbe auf je einem auskragenden Eckstück, das mit einer großen Hohlkehle profiliert ist. Die Gewölberippen besitzen im Gegensatz zum Chor eine netzförmige Figuration, wobei insbesondere das engmaschige Mittelnetz mit zahlreichen parallel verlaufenden Rippen bemerkenswert ist. Die Rippen sind gekehlt und an den Kopfkanten abgeschrägt. Sie entspringen aus profilierten halben Achteckkonsolen mit konkav eingezogenen Seiten. Am Gewölbescheitel befinden sich ebenfalls runde Schlusssteine, teilweise mit aufgelegten Wappenschilden, die entsprechend den Rippen profiliert sind.
In der Vorhalle befindet sich wiederum ein Sternrippengewölbe auf einfachen Spitzkonsolen, wobei die Rippen denselben Querschnitt wie im Langhaus aufweisen.

## Ausstattung
Die Ausstattung, bestehend aus dem Hochaltar, zwei Seitenaltären und der Kanzel, ist einheitlich neugotisch. Die Hauptdarstellung am Hochaltar zeigt den Kirchenpatron Paulus (Gedenktag: 25. Januar) zu Pferde.

### Orgel
Die Pauluszeller Kirche erhielt 1871 eine Orgel des Münchner Orgelbauers Max Maerz mit freistehendem Spieltisch, die hinter einem neugotischen Prospekt untergebracht war. Das Schleifladeninstrument mit mechanischen Spiel- und Registertrakturen umfasste neun Register auf einem Manual und Pedal. Die Disposition lautete wie folgt:
| I Manual C–f3 |            |    |
| 1.            | Principal  | 8′ |
| 2.            | Gedackt    | 8′ |
| 3.            | Gamba      | 8′ |
| 4.            | Dulcian    | 8′ |
| 5.            | Octav      | 4′ |
| 6.            | Flöte      | 4′ |
| 7.            | Mixtur III | 2′ |

| Pedal C–a |          |     |
| 8.        | Subbaß   | 16′ |
| 9.        | Octavbaß | 8′  |

- Koppeln: I/P

Dieses Instrument wurde 1952 von Alois Wölfl aus Unterflossing um ein zweites Manual auf insgesamt 14 Register erweitert.

### Glocken
Das für eine Landkirche stattliche vierstimmige Geläut gibt mit der Tonfolge es1–f1–as1–b1 das Gloria-Te Deum-Motiv wieder. Die Glocken wurden 1949 von Johann Hahn in Landshut gegossen. Die Glocken im Einzelnen:
| Nr. | Name               | Gussjahr | Gießer                | Gewicht [kg] | Schlagton |
| --- | ------------------ | -------- | --------------------- | ------------ | --------- |
| 1.  | Christkönigsglocke | 1949     | Johann Hahn, Landshut | 1.050        | es1       |
| 2.  | Paulusglocke       | 1949     | Johann Hahn, Landshut | 700          | f1        |
| 3.  | Marienglocke       | 1949     | Johann Hahn, Landshut | 400          | as1       |
| 4.  | Angelusglocke      | 1949     | Johann Hahn, Landshut | 300          | b1        |